# Millerburtonia oyedaeae
Millerburtonia oyedaeae är en svampart som beskrevs av Cif. 1951. Millerburtonia oyedaeae ingår i släktet Millerburtonia och familjen Gnomoniaceae.   Inga underarter finns listade i Catalogue of Life.